# Église Saint-Denis de Pontigné
L'église Saint-Denis est une église catholique située dans la commune de Baugé-en-Anjou, en France. Elle possède un clocher tors.

## Localisation
L'église est située dans le bourg de Pontigné.

## Protection
L'édifice est classé au titre des monuments historiques en 1862.

## Description

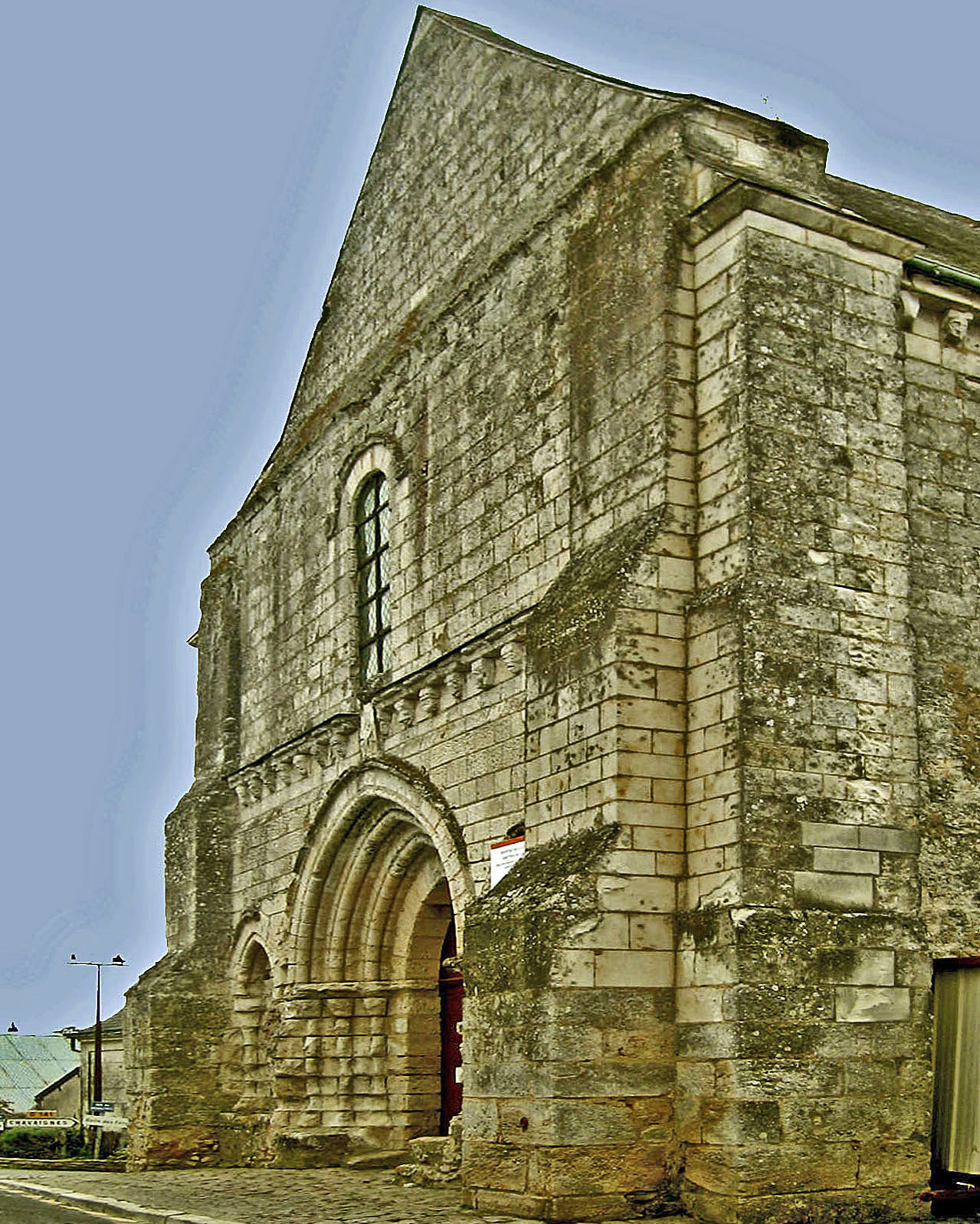
Façade.
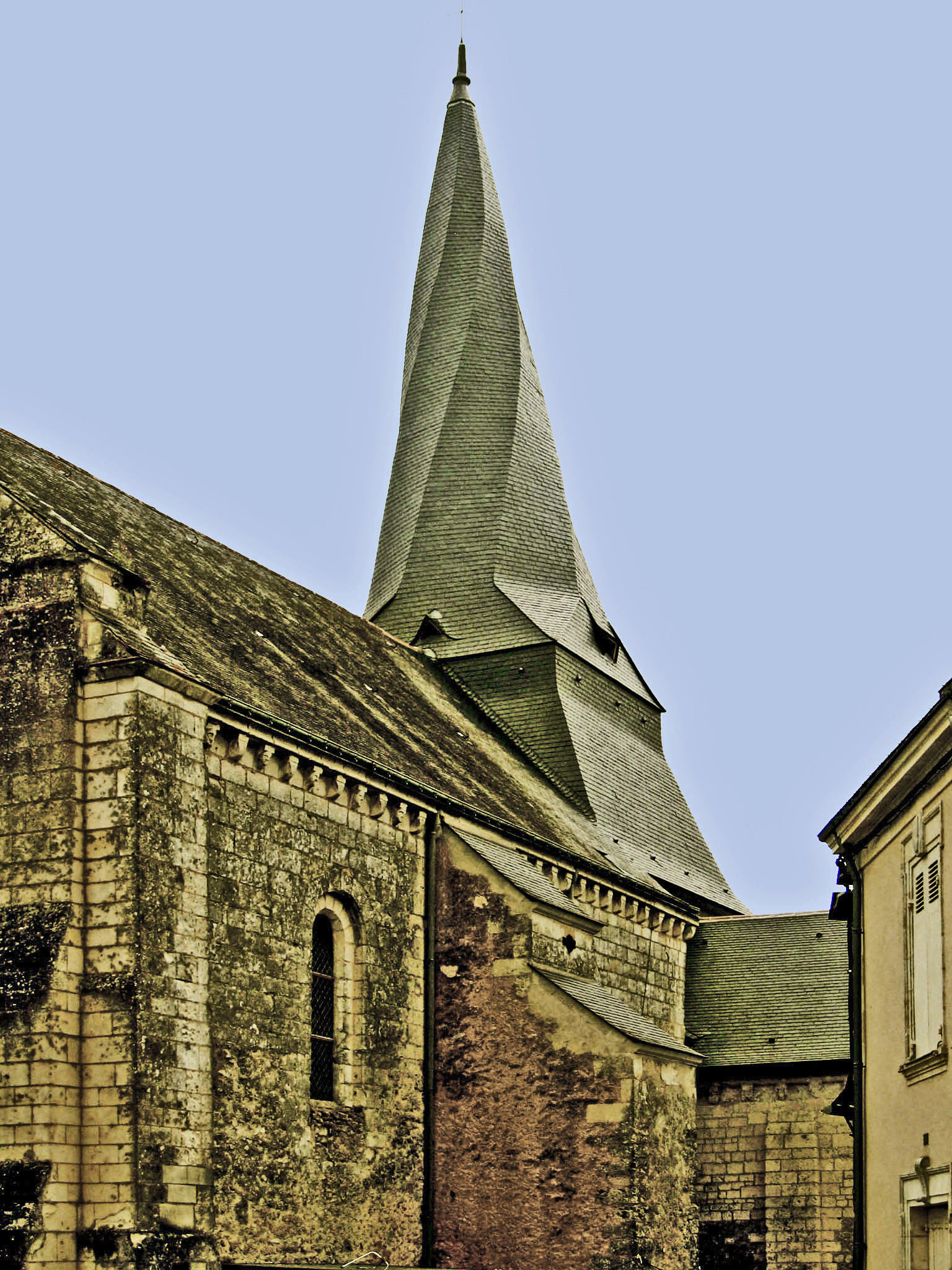
Clocher.
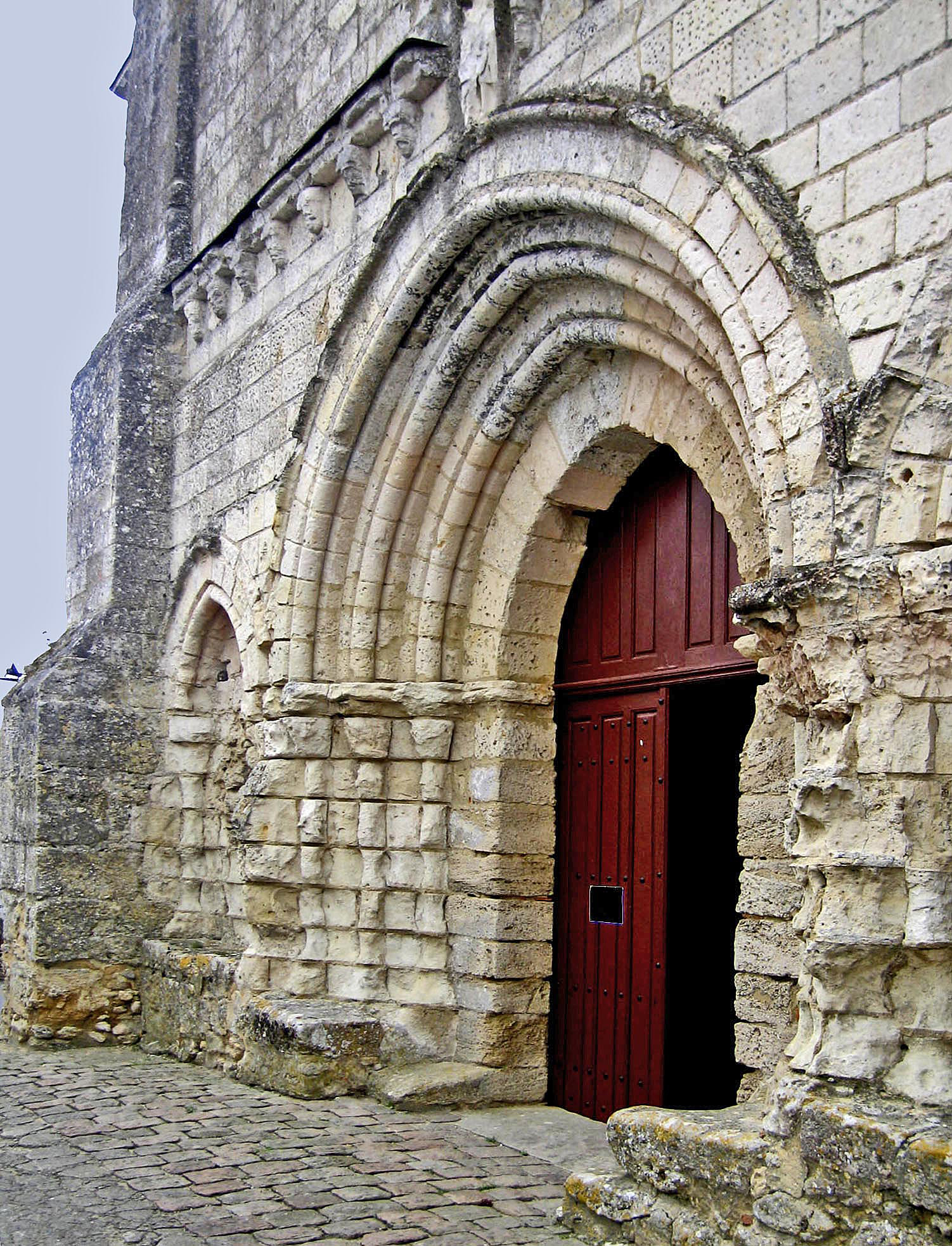
Portail.
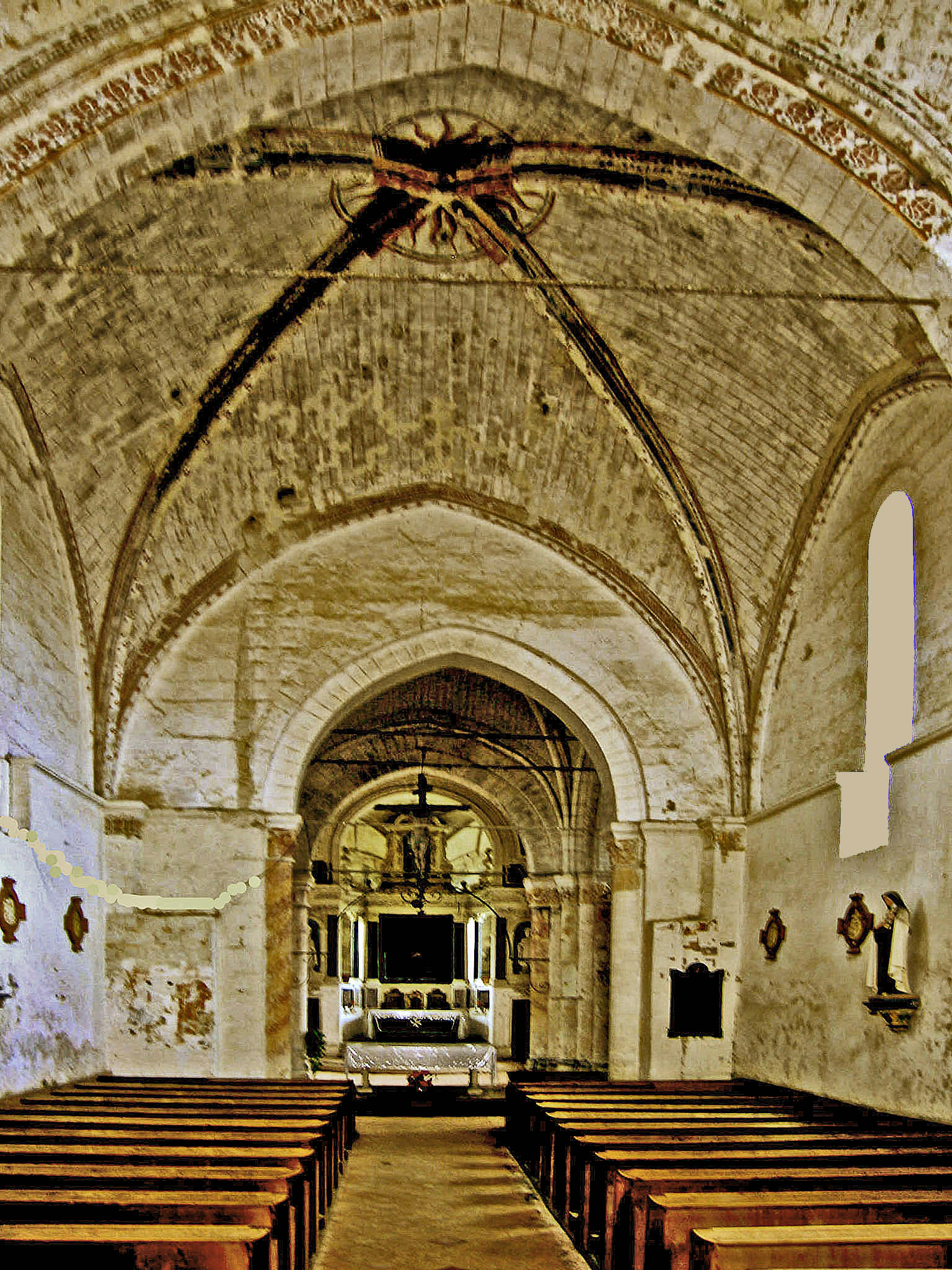
Nef.
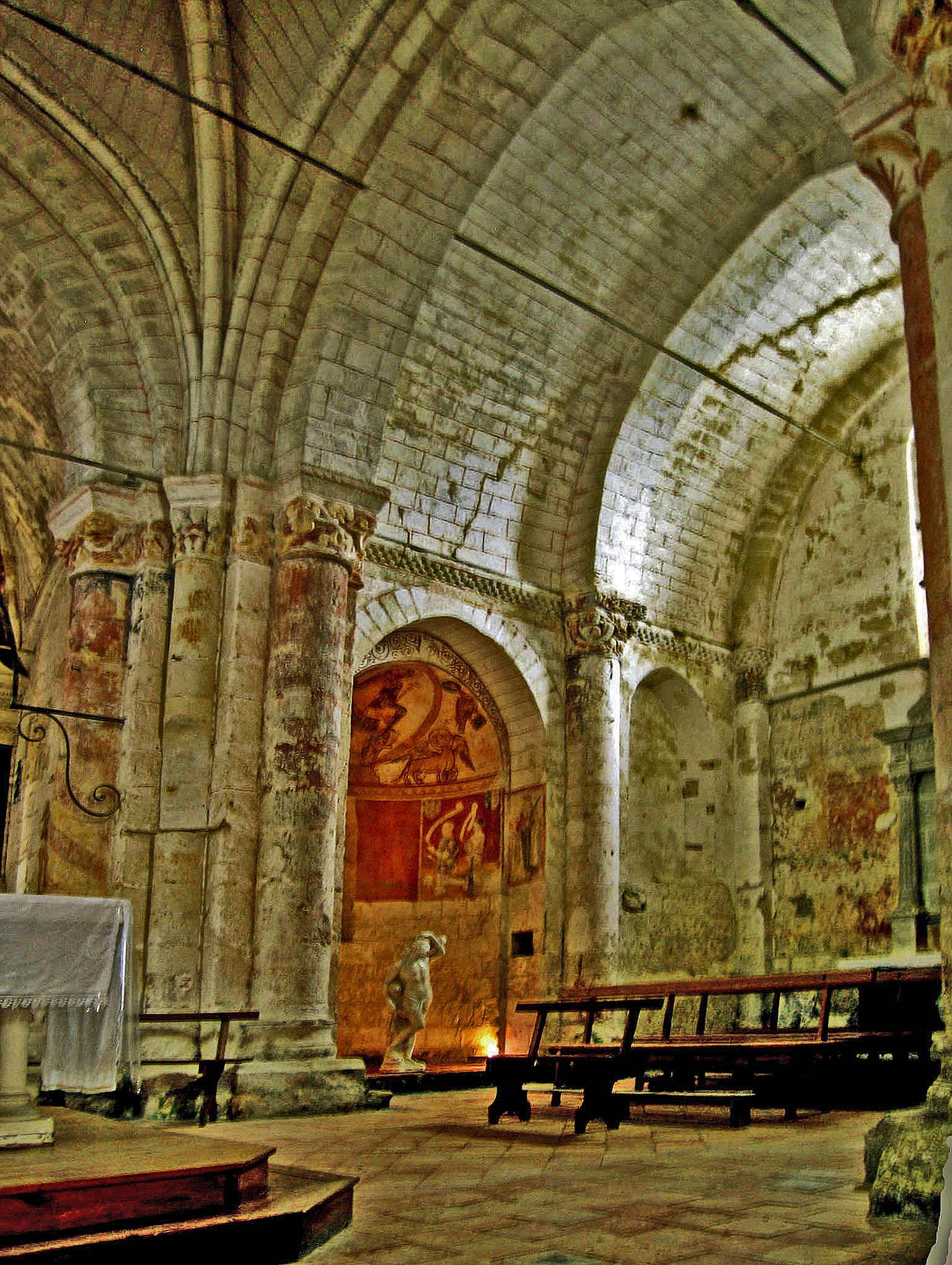
Chœur.
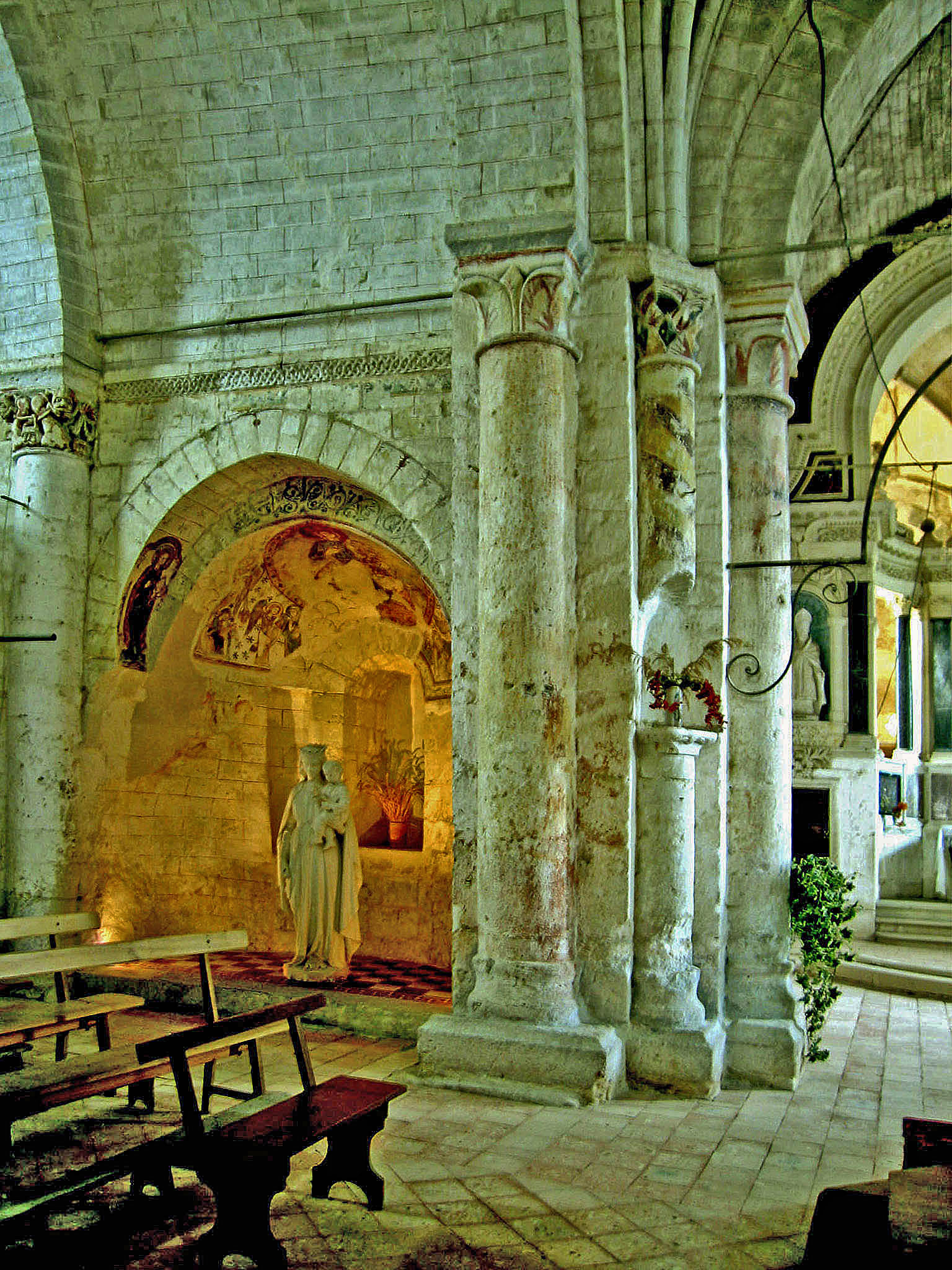
Transept.
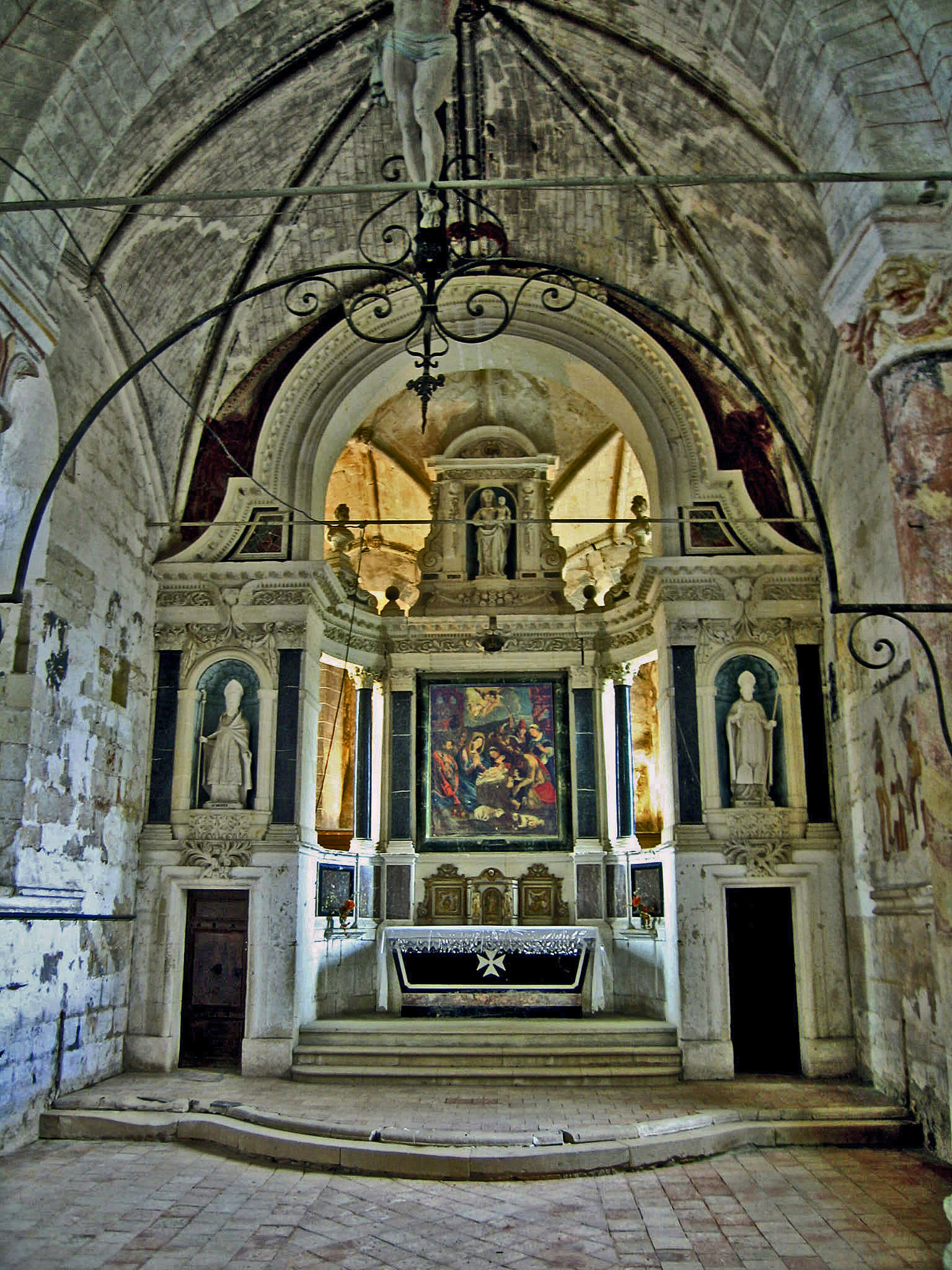
Autel.